# Odynerus multicolor
Odynerus multicolor är en stekelart som beskrevs av Henri Saussure. Odynerus multicolor ingår i släktet lergetingar, och familjen Eumenidae.

## Underarter
Arten delas in i följande underarter:
- O. m. pallidior
- O. m. mozambicanus
- O. m. profusus